# Ivar Wilskman

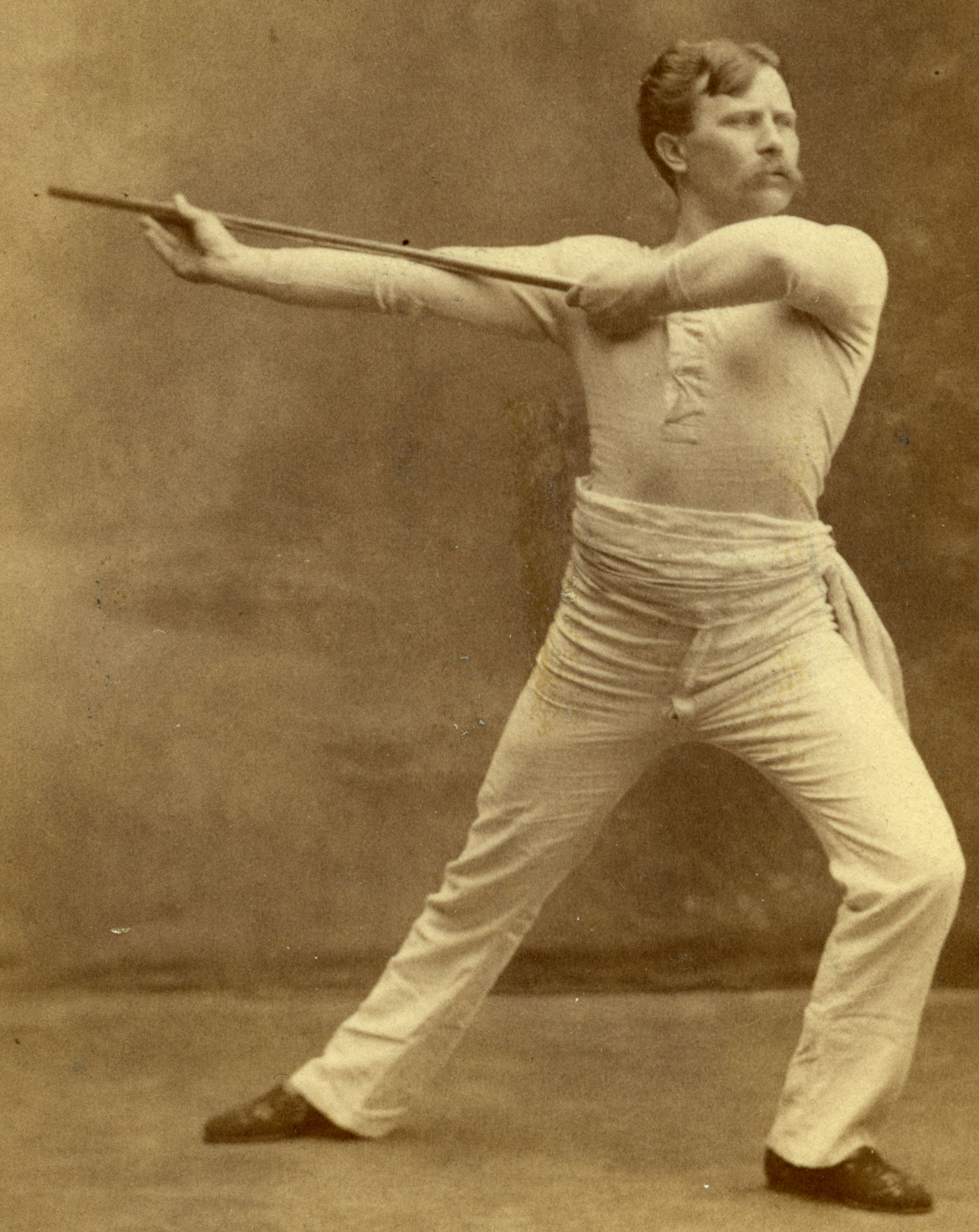
Den unge Ivar Wilskman.

Ivar Edvard Wilskman, född 26 februari 1854 i Töysä, död 10 april 1932 i Helsingfors, var en finländsk gymnastik- och idrottspedagog, även kallad "den finska idrottens fader". Han var far till Atle Wilskman.

## Biografi
Wilskman var verksam bland annat som lärare vid Finska normallyceum i Helsingfors 1883–1918. Han utförde ett banbrytande arbete för finländsk och särskilt finsk fysisk fostran. Han grundade den första finskspråkiga gymnastikföreningen, Turnarit 1878, och spelade 1906 en central roll vid bildandet Finlands gymnastik och idrottsförbund. Han var dess första ordförande fram till 1914. Han erhöll professors titel 1920.
Han är begravd på Sandudds begravningsplats i Helsingfors.